# Abaucourt
Pour l’article homonyme, voir Abaucourt-Hautecourt.
Abaucourt-sur-Seille redirige ici.
Abaucourt, nommée localement Abaucourt-sur-Seille, est une commune française située dans le département Meurthe-et-Moselle, en région Grand Est.

## Géographie
On accède au village par la D 45 en venant de Nomeny (par l'ouest) ou de Létricourt (par le sud-est). 2,6 km le séparent de Nomeny et environ 15 de Pont-à-Mousson.
| Mailly-sur-Seille | Phlin     |                     |
| Nomeny            | Abaucourt | Thézey-Saint-Martin |
|                   |           | Létricourt          |

### Hydrographie
La commune est dans le bassin versant du Rhin au sein du bassin Rhin-Meuse. Elle est drainée par la Seille et le ruisseau du Moulin,.
La Seille, d'une longueur de 138 km, prend sa source dans la commune de Maizières-lès-Vic et se jette  dans divers bras mort de la Moselle à Metz, après avoir traversé 57 communes. Les caractéristiques hydrologiques de la Seille sont données par la station hydrologique située sur la commune de Plaines-Saint-Lange. Le débit moyen mensuel est de 7,55 m3/s. Le débit moyen journalier maximum est de 120 m3/s, atteint lors de la crue du 31 décembre 2001. Le débit instantané maximal est quant à lui de 125 m3/s, atteint le même jour.

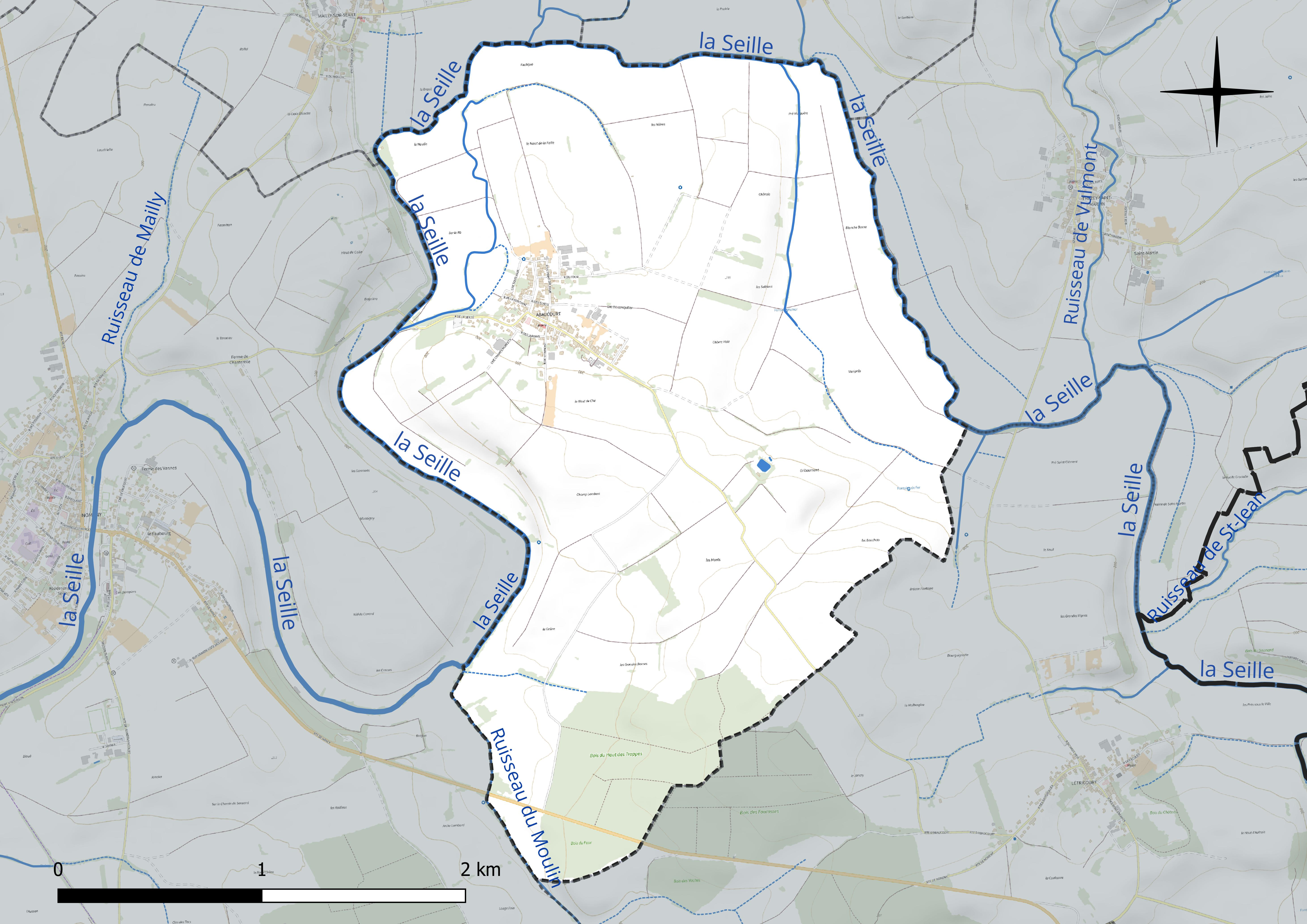
Réseau hydrographique d'Abaucourt.

### Climat
Pour des articles plus généraux, voir Climat du Grand Est et Climat de Meurthe-et-Moselle.
En 2010, le climat de la commune est de type climat océanique dégradé des plaines du Centre et du Nord, selon une étude du Centre national de la recherche scientifique s'appuyant sur une série de données couvrant la période 1971-2000. En 2020, Météo-France publie une typologie des climats de la France métropolitaine dans laquelle la commune est exposée à un climat semi-continental et est dans la région climatique Lorraine, plateau de Langres, Morvan, caractérisée par un hiver rude (1,5 °C), des vents modérés et des brouillards fréquents en automne et hiver.
Pour la période 1971-2000, la température annuelle moyenne est de 9,8 °C, avec une amplitude thermique annuelle de 17 °C. Le cumul annuel moyen de précipitations est de 736 mm, avec 12 jours de précipitations en janvier et 8,8 jours en juillet. Pour la période 1991-2020, la température moyenne annuelle observée sur la station météorologique de Météo-France la plus proche, « M.n.l. », sur la commune de Goin à 10 km à vol d'oiseau, est de 10,7 °C et le cumul annuel moyen de précipitations est de 678,8 mm. 
La température maximale relevée sur cette station est de 39,5 °C, atteinte le 24 juillet 2019 ; la température minimale est de −16,3 °C, atteinte le 2 janvier 1997,,.
Les paramètres climatiques de la commune ont été estimés pour le milieu du siècle (2041-2070) selon différents scénarios d'émission de gaz à effet de serre à partir des nouvelles projections climatiques de référence DRIAS-2020. Ils sont consultables sur un site dédié publié par Météo-France en novembre 2022.

## Urbanisme

### Typologie
Au 1er janvier 2024, Abaucourt est catégorisée commune rurale à habitat dispersé, selon la nouvelle grille communale de densité à sept niveaux définie par l'Insee en 2022.
Elle est située hors unité urbaine. Par ailleurs la commune fait partie de l'aire d'attraction de Nancy, dont elle est une commune de la couronne,. Cette aire, qui regroupe 353 communes, est catégorisée dans les aires de 200 000 à moins de 700 000 habitants,.

### Occupation des sols
L'occupation des sols de la commune, telle qu'elle ressort de la base de données européenne d’occupation biophysique des sols Corine Land Cover (CLC), est marquée par l'importance des territoires agricoles (87,8 % en 2018), une proportion sensiblement équivalente à celle de 1990 (88,4 %). La répartition détaillée en 2018 est la suivante : prairies (45,5 %), terres arables (42,3 %), forêts (8,2 %), zones urbanisées (4 %). L'évolution de l’occupation des sols de la commune et de ses infrastructures peut être observée sur les différentes représentations cartographiques du territoire : la carte de Cassini (XVIIIe siècle), la carte d'état-major (1820-1866) et les cartes ou photos aériennes de l'IGN pour la période actuelle (1950 à aujourd'hui).

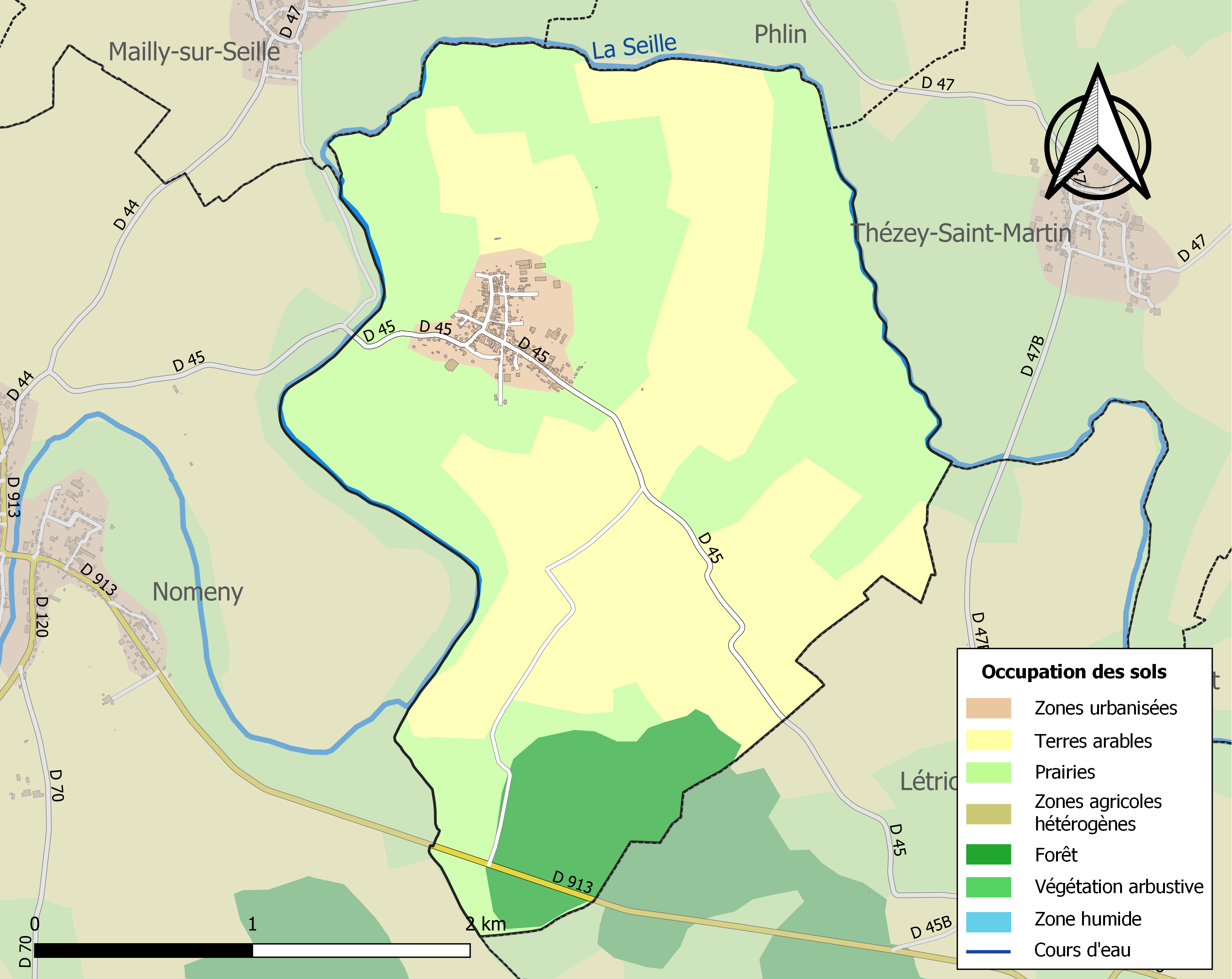
Carte des infrastructures et de l'occupation des sols de la commune en 2018 (CLC).

## Toponymie
Le nom de la localité est mentionné sous la forme Abocourt en 1187.
Il s'agit d'un toponyme médiéval en -court, terme issu du gallo-roman CORTE, qui, après avoir désigné une cour de ferme, s’est appliqué à la ferme elle-même autour de laquelle le village est élevé.
Pour Albert Dauzat et Charles Rostaing, le premier élément s'expliquerait par le nom de personne germanique Abbo, comme tous les Abancourt.

## Histoire
Plusieurs titres du XIIe siècle provenant des archives de la collégiale de Fénétrange font mention d’Abaucourt et de la cour ou métairie de Vintremont qui dépendait de ce village : l’un et l’autre appartenaient à cette époque à l'abbaye de Neuwiller-lès-Saverne en Alsace, c’est ce qui est attesté par une bulle du pape Alexandre III de 1178 où sont énumérés les biens de cette abbaye ; on y trouve l’église d’Abaucourt avec les dîmes…
- Seigneurie de Joachim Isidore comte de Gourcy-Pagny chambellan du duc Léopold de Lorraine.
- Destructions au cours de la guerre 1914-1918.

## Politique et administration

### Liste des maires
| Période | Période  | Identité             | Étiquette | Qualité                                      |
| ------- | -------- | -------------------- | --------- | -------------------------------------------- |
| 1988    | 2001     | Étienne Messin       |           | Réélu en 1995                                |
| 2001    | 2008     | Hervé Mazzoli        |           |                                              |
| 2008    | 2020     | Christophe Fieutelot | SE        | Professeur de Physique-Chimie. Réélu en 2014 |
| 2020    | En cours | David Renkes         |           |                                              |

### Tendances politiques et résultats
Lors des élections européennes de 2019, Abaucourt vote légèrement plus que la moyenne nationale (54,94 % de participation contre 50,12 % au niveau national). Même si le Rassemblement national arrive en première position, il y réalise un score supérieur à son score national (35,04 % des voix contre 23,34 %). Le Parti Socialiste arrive en deuxième position (6e au niveau national) avec 11,11 % des suffrages. Debout la France fait un score supérieur à son score national (10,26 % contre 3,51 %) tandis que la liste soutenue par la majorité présidentielle fait un score inférieur à son score national (8,55 % des voix contre 22,41 % à l'échelle nationale). Europe-Écologie-Les Verts obtient 7,69 % des suffrages exprimés, contre 13,48 % au niveau national, tandis que la France insoumise et les Républicains réalisent respectivement 5,13 % et 5,98 % des voix. Les autres listes obtiennent des scores inférieurs à 5 %.
Le résultat de l'élection présidentielle de 2012 dans cette commune est le suivant :
| Candidat       | Candidat                    | Premier tour | Premier tour | Second tour | Second tour |
| Candidat       | Candidat                    | Voix         | %            | Voix        | %           |
| -------------- | --------------------------- | ------------ | ------------ | ----------- | ----------- |
|                | Eva Joly (EÉLV)             | 4            | 1,84         |             |             |
|                | Marine Le Pen (FN)          | 69           | 31,80        |             |             |
|                | Nicolas Sarkozy (UMP)       | 48           | 22,12        | 100         | 49,75       |
|                | Jean-Luc Mélenchon (FG)     | 25           | 11,52        |             |             |
|                | Philippe Poutou (NPA)       | 3            | 1,38         |             |             |
|                | Nathalie Arthaud (LO)       | 0            | 0,00         |             |             |
|                | Jacques Cheminade (SP)      | 1            | 0,46         |             |             |
|                | François Bayrou (MoDem)     | 9            | 4,15         |             |             |
|                | Nicolas Dupont-Aignan (DLR) | 3            | 1,38         |             |             |
|                | François Hollande (PS)      | 55           | 25,35        | 101         | 50,25       |
|                |                             |              |              |             |             |
| Inscrits       | Inscrits                    | 253          | 100,00       | 253         | 100,00      |
| Abstentions    | Abstentions                 | 33           | 13,04        | 42          | 16,60       |
| Votants        | Votants                     | 220          | 86,96        | 211         | 83,40       |
| Blancs et nuls | Blancs et nuls              | 3            | 1,36         | 10          | 4,74        |
| Exprimés       | Exprimés                    | 217          | 98,64        | 201         | 95,26       |

Le résultat de l'élection présidentielle de 2017 dans cette commune est le suivant :
| Candidat    | Candidat                    | Premier tour | Premier tour | Deuxième tour | Deuxième tour |  |
| Candidat    | Candidat                    | %            | Voix         | %             | Voix          |  |
| ----------- | --------------------------- | ------------ | ------------ | ------------- | ------------- |  |
|             | Nicolas Dupont-Aignan (DLF) | 6,54         | 14           |               |               |  |
|             | Marine Le Pen (FN)          | 40,19        | 86           | 56,28         | 103           |  |
|             | Emmanuel Macron (EM)        | 22,43        | 48           | 43,72         | 80            |  |
|             | Benoît Hamon (PS)           | 2,80         | 6            |               |               |  |
|             | Nathalie Arthaud (LO)       | 0,00         | 0            |               |               |  |
|             | Philippe Poutou (NPA)       | 1,40         | 3            |               |               |  |
|             | Jacques Cheminade (SP)      | 0,00         | 0            |               |               |  |
|             | Jean Lassalle (RES)         | 0,93         | 2            |               |               |  |
|             | Jean-Luc Mélenchon (LFI)    | 14,95        | 32           |               |               |  |
|             | François Asselineau (UPR)   | 0,00         | 0            |               |               |  |
|             | François Fillon (LR)        | 10,75        | 23           |               |               |  |
|             |                             |              |              |               |               |  |
| Inscrits    | Inscrits                    | 245          | 100,00       | 245           | 100,00        |  |
| Abstentions | Abstentions                 | 27           | 11,02        | 33            | 13,47         |  |
| Votants     | Votants                     | 218          | 88,98        | 212           | 86,53         |  |
| Blancs      | Blancs                      | 2            | 0,92         | 24            | 11,32         |  |
| Nuls        | Nuls                        | 2            | 0,92         | 5             | 2,36          |  |
| Exprimés    | Exprimés                    | 214          | 98,17        | 183           | 86,32         |  |

## Démographie
L'évolution du nombre d'habitants est connue à travers les recensements de la population effectués dans la commune depuis 1793. Pour les communes de moins de 10 000 habitants, une enquête de recensement portant sur toute la population est réalisée tous les cinq ans, les populations de référence des années intermédiaires étant quant à elles estimées par interpolation ou extrapolation. Pour la commune, le premier recensement exhaustif entrant dans le cadre du nouveau dispositif a été réalisé en 2006.
En 2022, la commune comptait 327 habitants, en évolution de +9 % par rapport à 2016 (Meurthe-et-Moselle : −0,13 %, France hors Mayotte : +2,11 %).
| 1793 | 1800 | 1806 | 1821 | 1831 | 1836 | 1841 | 1846 | 1851 |
| ---- | ---- | ---- | ---- | ---- | ---- | ---- | ---- | ---- |
| 474  | 551  | 596  | 622  | 661  | 636  | 632  | 644  | 672  |

| 1856 | 1861 | 1872 | 1876 | 1881 | 1886 | 1891 | 1896 | 1901 |
| ---- | ---- | ---- | ---- | ---- | ---- | ---- | ---- | ---- |
| 614  | 615  | 609  | 616  | 604  | 600  | 567  | 546  | 541  |

| 1906 | 1911 | 1921 | 1926 | 1931 | 1936 | 1946 | 1954 | 1962 |
| ---- | ---- | ---- | ---- | ---- | ---- | ---- | ---- | ---- |
| 506  | 487  | 431  | 363  | 353  | 349  | 273  | 287  | 298  |

| 1968 | 1975 | 1982 | 1990 | 1999 | 2006 | 2011 | 2016 | 2021 |
| ---- | ---- | ---- | ---- | ---- | ---- | ---- | ---- | ---- |
| 279  | 256  | 277  | 273  | 309  | 290  | 303  | 300  | 317  |

| 2022 | - | - | - | - | - | - | - | - |
| ---- | - | - | - | - | - | - | - | - |
| 327  | - | - | - | - | - | - | - | - |

## Culture locale et patrimoine

### Lieux et monuments
- Maison seigneuriale du XIIIe siècle, achetée par le duc de Lorraine en 1562. Détruite lors de la guerre de Trente Ans[Note 6].
- Château de Vintremont du XVIe siècle, détruit après 1842.

#### Édifice religieux
- Église Nativité-de-la-Vierge, reconstruite en 1918.

#### Édifices civils
Mairie, école.

### Personnalités liées à la commune
- Jules Brice (1830-1905), homme politique né à Abaucourt, député de Meurthe-et-Moselle de 1893 à 1905.

### Héraldique
| Blason | Blasonnement : De gueules à deux clefs d'or passées en sautoir, à l'épée d'argent garnie d'or brochante ; le tout accosté de deux alérions d'argent. Commentaires : Clés et épée sont armes de l'abbaye de Neuviller. |